# ألان كلين
ألان كلين (بالإنجليزية: Alan Clyne)‏ هو لاعب إسكواش بريطاني، ولد في 25 يوليو 1986 في إنفرنيس في المملكة المتحدة.

## وصلات خارجية
- ألان كلين على موقع الاتحاد الدولي لمحترفي الاسكواش (مؤرشف) (الإنجليزية)
- ألان كلين على موقع SquashInfo.com (الإنجليزية)
- ألان كلين على موقع اتحاد ألعاب الكومنولث (مؤرشف) (الإنجليزية)